# Râul Gherestău
Râul Gherestău este un afluent al râului Timișana. 

## Hărți
- Harta județului Timiș